# Isabel Adrian
Maria Isabel Chanel Adrian, född 30 augusti 1977 i Älvsborgs församling i Göteborg, är en svensk producent, dokusåpadeltagare och designer.

## Karriär
Isabel Adrian var en av deltagarna i Expedition Robinson 2004, men hennes stora genombrott kom när hon medverkade i Svenska Hollywoodfruar.  Under 2010-talet har hon medverkat i ett flertal TV-program, bland annat Let´s Dance 2016 , Svenska Hollywoodfruar och Realitystjärnorna på godset 2016. 
Hon har arbetat som modell  , hon bloggar och designar kläder. 
År 2014 släppte hon sin debutroman Sex, droger & en DJ som handlar om Bella, en framgångsrik modebloggerska.  Till boken skapade hon även en låt och musikvideo tillsammans med Audrey Napoleon. Låten heter Bring Me Light. 
Under år 2016 medverkade Isabel Adrian i Let´s Dance 2016 samt flyttade  från Los Angeles till Stockholm. Hon var även en av deltagarna i andra säsongen av Realitystjärnorna på godset, gästade Robert Aschberg i liveprogrammet Aschberg Direkt, var en av experterna under SVT:s direktsända samhällsprogram Opinion Live  samt var en av bevakarna av Eurovision Song Contest i Expressen TV. Adrian var även med i Renées brygga del 5 2015 tillsammans med Steve Angello.
Under Let´s Dance  2016 dansade Isabel Adrian tillsammans med proffsdansaren Fredrik Brunberg. De hamnade på en nionde plats.
Veckan innan Isabel Adrian åkte ut i Let´s dance så blev hennes danspartner sjuk och hon tvingades att dansa på egen hand.
Isabel Adrian var även med i webbprogrammet After Dance där hon fick ”måla” av programledaren Daniel Paris.
Adrian medverkade i ett avsnitt av SVT:s direktsända samhällsprogram Opinion Live där hon tillsammans med Tina Mehrafzoon diskuterade om det flaggförbud och reklambråk som var innan Eurovision Song Contest 2016.  Sammanlagt medverkade Isabel Adrian i över tio tv-produktioner under 2016.
Hon är sedan 2013 gift med DJ:n Steve Angello, känd från Swedish House Mafia.  De har två barn tillsammans. Efter att ha bott i Los Angeles i flera år har de 2016 bestämt sig för att flytta tillbaka till Stockholm, Sverige. 